# Resia
Resia – miejscowość i gmina we Włoszech, w regionie Friuli-Wenecja Julijska, w prowincji Udine.
Według danych na rok 2004 gminę zamieszkiwało 1285 osób, 10,9 os./km².